# Oldboy (película de 2013)
Oldboy (conocida como Old Boy: Días de Venganza en Hispanoamérica) es una película estadounidense de 2013, siendo un remake basado en la película surcoreana del mismo nombre del director Park Chan-wook, de 2003, y a su vez, en el manga homónimo. La película fue dirigida por Spike Lee, escrita por Mark Protosevich. Está protagonizada por Josh Brolin, Elizabeth Olsen y Sharlto Copley.
Se estrenó el 27 de noviembre de 2013, recibiendo críticas diferentes por parte de los críticos y el público, con elogios hacia la actuación y el estilo visual pero con críticas negativas al ser comparada con la cinta original. La película fue un fracaso en taquilla, siendo una de las producciones con peores resultados de taquilla de la carrera de Lee como director.

## Argumento
En 1993, el alcohólico ejecutivo de publicidad Joe Doucett (Josh Brolin) echa a perder una reunión con un cliente potencial, Daniel Newcombe (Lance Reddick), por coquetear con su novia. Después Joe se emborracha y va a un bar propiedad de su amigo Chucky (Michael Imperioli), que le niega la entrada por encontrarse tan mal. Joe se queda afuera en la lluvia con un juguete que había comprado para el tercer cumpleaños de su hija cuando ve a una chica asiática con un paraguas amarillo, con la cual termina pasando la noche.
Despierta en una habitación de hotel con una TV y se da cuenta de que está preso. Sus captores lo proveen de artículos básicos de higiene y escasas raciones de comida china procesada junto con un poco de vodka con cada comida para mantenerlo dependiente del alcohol. A través de la TV, Joe se entera de que él ha sido incriminado de la violación y asesinato de su exesposa y que su hija, Mia, ha sido adoptada. Después de que sus captores evitaran que se suicidase, Joe comienza a escribir cartas a Mia, deja de beber alcohol por su hija y desarrolla una especie de dependencia existencial hacia ella, y pasa los siguientes 20 años planeando su venganza. En su encierro se convierte en un boxeador hábil viendo entrenamientos en TV y escribe una lista de todas las personas que pudieran ser responsables de su cautiverio, siendo Newcombe el principal sospechoso.
En 2013, Joe mira a Mia adulta siendo entrevistada por un programa de televisión llamado "Misterios de crímenes sin resolver", donde ella afirma que estaría dispuesta a perdonar a su padre si regresa. De repente él es drogado y puesto en libertad, despierta dentro de una maleta en un campo, con dinero y un teléfono celular. Ve a la mujer con el paraguas amarillo, a quien persigue a una clínica cercana; allí conoce a Marie Sebastian (Elizabeth Olsen), una enfermera que se ofrece a ayudarle. Joe rechaza la ayuda, pero se lleva su tarjeta. Más tarde visita a Chucky y le cuenta la historia de su encierro. Joe recibe una llamada telefónica del responsable de su encarcelamiento, The Stranger (Sharlto Copley). Después investiga sobre los posibles sospechosos y descubre que Newcombe murió en un accidente de avión hace muchos años, así que sigue investigando los otros nombres en su lista y se entera de que son todos inocentes. Finalmente, se desmaya debido a la deshidratación y Chucky llama a Marie, que le da a Joe tratamiento médico.
Mientras Joe está recuperándose, Marie lee las cartas que Joe ha escrito para Mia y se ofrece a ayudarle. Con ella, Joe es capaz de localizar el restaurante que proporciona la comida que se le dio en cautiverio y sigue a un hombre que llega para llevar un gran pedido a una fábrica abandonada, que es donde fue hecho prisionero por una organización criminal que la utiliza como prisión privada donde personas pueden pagar por encerrar a otras. Joe encuentra la oficina de su guardia, Chaney (Samuel L. Jackson), y adentro lo neutraliza y tortura para que le diera una conversación grabada en la que se acuerdan las condiciones de encarcelamiento de Joe con The Stranger. Al salir de la oficina, Joe se ve obligado a luchar contra todos los hombres de Chaney, uno de los cuales lo apuñala por la espalda. Joe entonces vuelve al bar de Chucky donde conoce a The Stranger y su guardaespaldas Haeng -Bok, la mujer con el paraguas amarillo que ha secuestrado a Mia.
The Stranger afirma que si Joe es capaz de descubrir su verdadera identidad y sus motivos para encarcelarlo, no solo se lo hará saber a Mia, sino también dará a Joe pruebas de su inocencia junto con $ 20 millones de dólares en diamantes. También promete suicidarse de un disparo mientras Joe lo mira. Le informa con un vídeo que Chaney y sus hombres están en la casa de Marie y Joe se apresura en dirigirse allí, pero al llegar es noqueado por Chaney, quien planeaba torturarlo hasta que recibe una llamada de The Stranger ofreciéndole más dinero si no lastima a Joe. Chaney acepta y se va con sus hombres. Horas después, Marie identifica el tono del celular cuando The Strange llama, es el tema musical de la escuela de preparatoria de Joe, el cual a través de un anuario de la escuela es capaz de determinar el verdadero nombre de The Stranger, Adrian Pryce. Joe envía el nombre a Chucky quien lo investiga en Internet. Descubre que cuando eran compañeros de clase, Joe vio a la hermana de Adrian, Amanda, tener relaciones sexuales con un hombre mayor y se lo mencionó a muchos estudiantes de la preparatoria. Más tarde, el alumnado descubrió que ese hombre mayor era el padre de Adrián y de Amanda, quien estaba teniendo relaciones incestuosas con los dos. Poco después, al convertirse en un hecho público, el padre de Adrian asesinó a su esposa y a Amanda, intentó asesinar a Adrian y luego se suicidó. Adrian, el único sobreviviente, culpó a Joe y por este motivo decidió secuestrarlo por 20 años. 
Joe esconde a Marie en un motel, donde tienen relaciones sexuales, mientras que Adrián los observa por una cámara espía y los graba. Adrian intercepta una llamada telefónica de Chucky a Joe donde le iba a revelar toda la verdad. Chucky se refiere a la hermana de Adrian como una zorra y Adrian mata a Chucky por enojo, y le envía su lengua a Joe y Marie en una caja. Joe más tarde va al penthouse de Adrian para revelarle que ahora sabe la verdad y confrontarlo, al llegar es interceptado y atacado por Haeng -Bok, a quien asesina en defensa personal. Adrian felicita a Joe por haber descubierto la verdad. Entonces Adrian revela a Joe que "Mia" es en realidad una actriz en su nómina. Y empieza a proyectar una serie de fotos de la verdadera hija de Joe creciendo con una familia. Las fotos, a medida que van avanzando y mostrando la evolución de la hija de Joe, van mostrándole un rostro cada vez más familiar, hasta llegar a revelar un video sexual entre Joe y Marie en el hotel y revelando que la verdadera hija de Joe es Marie. Mientras le muestra esas escenas, Adrian revela que cambió los registros de Mia y que le dio la familia adecuada para su plan, un padre amoroso, una madre que no la comprendía, y que así ella sienta la necesidad de ayudar a la gente con la que se identifica por su pasado tormentoso y sea la única mujer que se enamoraría de Joe. Adrian que también mantenía una relación incestuosa con toda su familia, le explica a Joe que logró así que sintiera con su hija el mismo amor que él sentía en su relación incestuosa con su familia. Horrorizado por lo que Adrian le ha hecho cometer, Joe pide la muerte, pero Adrian, en cambio, le da los diamantes y, después de haber ejecutado su venganza, se suicida. Joe escribe a Marie una carta declarando que nunca podrá volver a verla y que merece ser castigado por hacer algo horrible. Le deja casi todos los diamantes, excepto algunos que le da a Chaney a cambio de regresar al cautiverio (voluntariamente) para el resto de su vida.

## Reparto

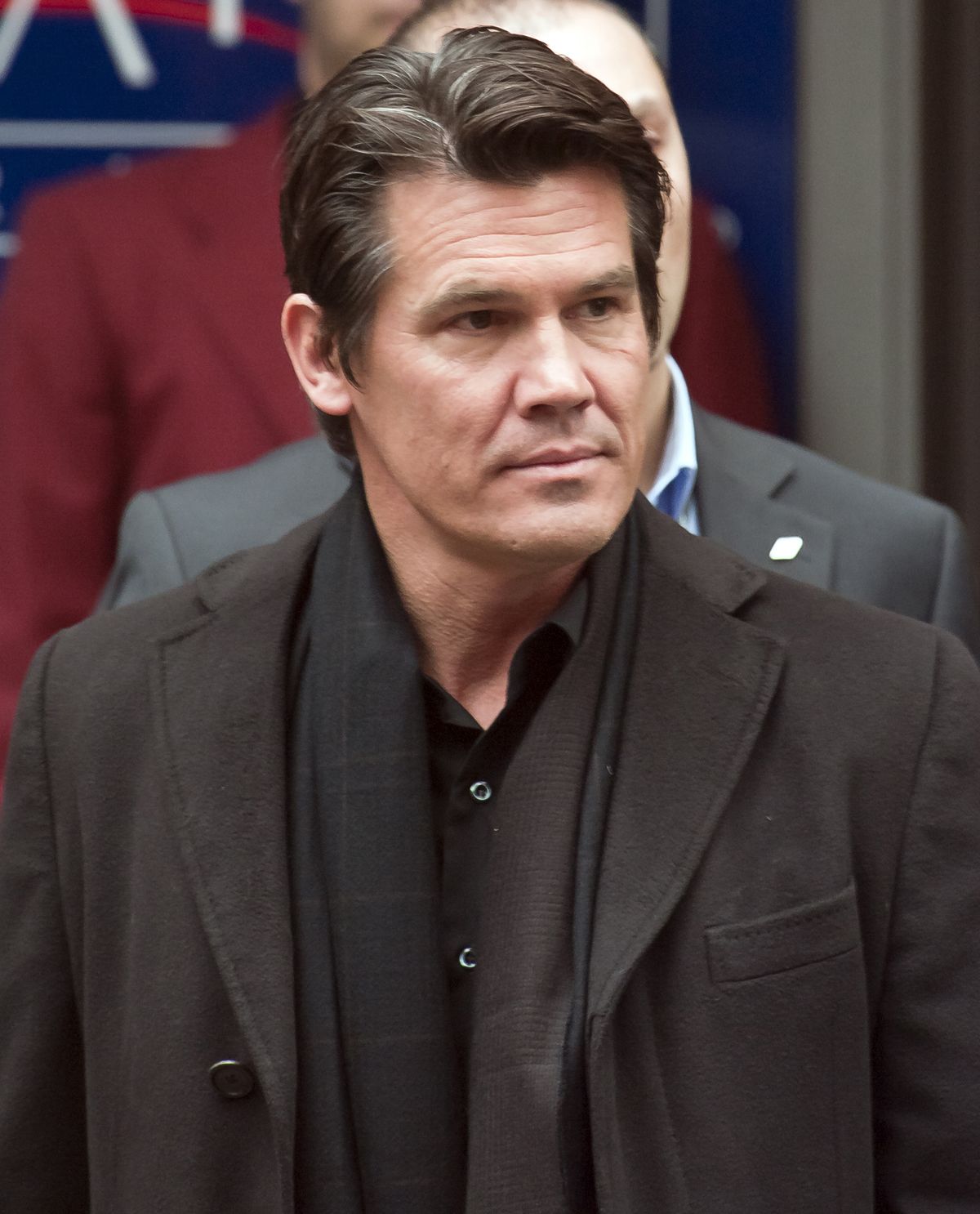
Josh Brolin, protagonista de la cinta.

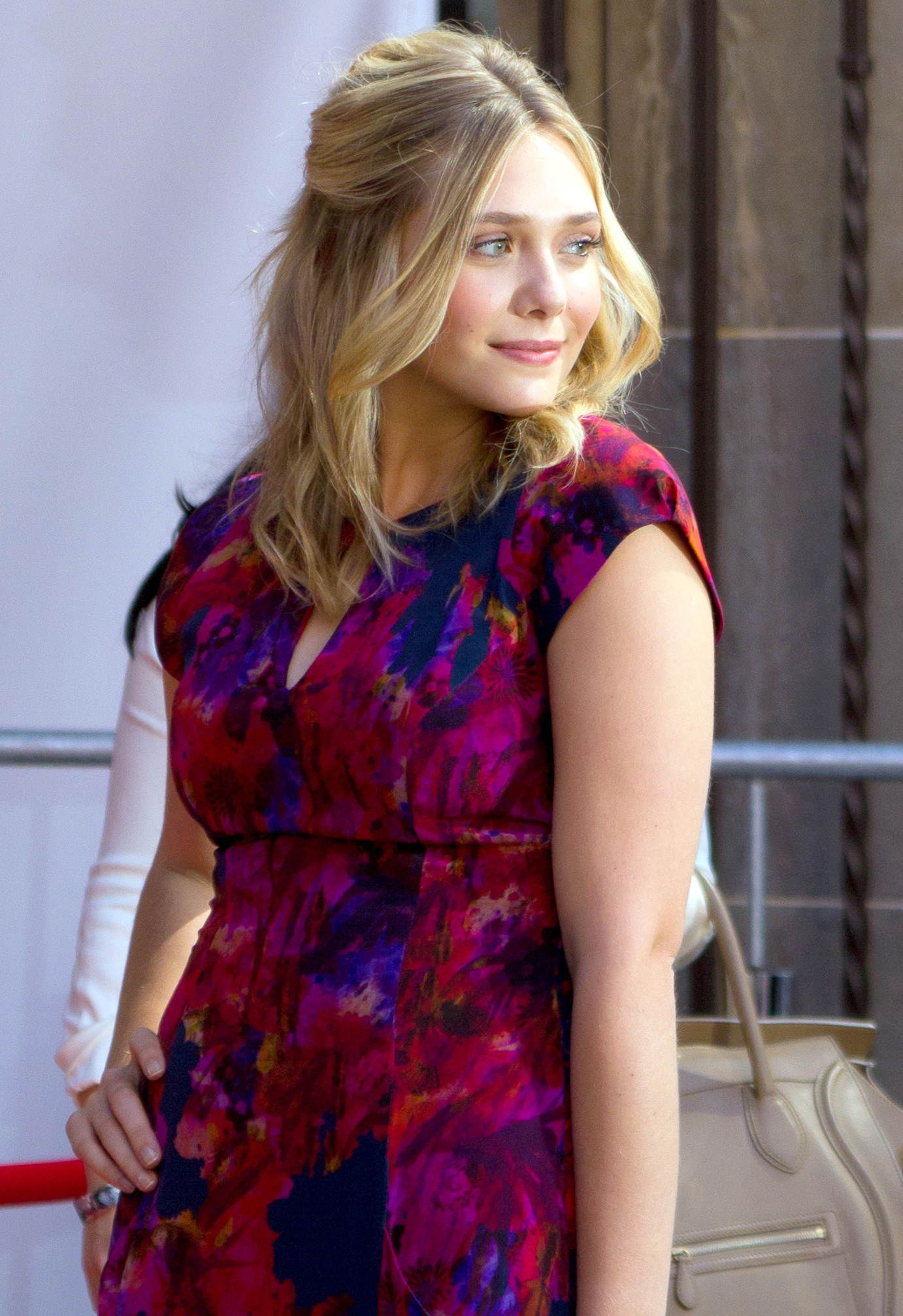
Elizabeth Olsen interpreta a Marie Sebastian, coprotagonista de la cinta.

- Josh Brolin es Joseph "Joe" Doucett.
  - Grey Damon es el joven Joe Doucett.
- Elizabeth Olsen es Mia Doucett/Marie Sebastian.
- Sharlto Copley es Adrian Doyle Pryce/The Stranger.
- Pom Klementieff es Haeng-Bok.
  - Erik Gersovitz es el joven Adrian Pryce.
- Samuel L. Jackson es Chaney.
- Michael Imperioli es Chucky.
- Brett Lapeyrouse es el joven Chucky.
- James Ransone es el Dr. Tom Melby
- Max Casella es James Prestley.
- Linda Emond es Edwina Burke.
- Elvis Nolasco es Cortez.
- Lance Reddick es Daniel Newcombe.
- Hannah Ware es Donna Hawthorne.
- Richard Portnow es Bernie Sharkey.
- Hannah Simone es Stephanie Lee.
- Lizzy DeClement es Amanda Pryce.
- Caitlin Dulany es Emma Pryce.
- Cinqué Lee es Bellhop.

## Producción

### Desarrollo temprano
Un remake americano de Oldboy previamente había sido fijado para ser dirigido por Justin Lin. Sin embargo, en noviembre de 2008, DreamWorks y Universal estaban guardando el derecho a la nueva versión, que Will Smith había expresado su interés en protagonizar, con Steven Spielberg como director. Mark Protosevich estaba en conversaciones para escribir el guion, aunque la adquisición de los derechos de remake no se finalizaron Smith aclaró más tarde que Spielberg no estaría rehaciendo la película, sino que estaría adaptando el propio manga que tiene grandes diferencias con la película. En junio de 2009, la editora del cómic lanzó una demanda en contra de los productores de la película coreana de dar los derechos cinematográficos de Spielberg sin su permiso. Más tarde, en noviembre de 2009, se informó de que DreamWorks, Steven Spielberg y Will Smith había dado un paso atrás con el proyecto. El equipo de producción, anunció el 10 de noviembre de 2009 que el proyecto estaba muerto.

### Director y casting
El 11 de julio de 2011, Mandate Pictures envió un comunicado de prensa declarando que Spike Lee dirigiría un remake de la película de Corea del Sur (ignorando la adaptación de la versión anterior del manga), con un guion escrito por Protosevich. Josh Brolin fue revelado como el protagonista del remake mientras que Christian Bale estaba en conversaciones para interpretar al antagonista, pero posteriormente se informó de que fue a Colin Firth a quien se le había ofrecido el papel. Firth lo rechazó y este fue ofrecido a Clive Owen. En mayo de 2012, Deadline informó que Sharlto Copley oficialmente había sido elegido como el villano Adrian Pryce. Elizabeth Olsen, Samuel L. Jackson y Nate Parker fueron anunciados después como parte del elenco. Parker fue reemplazado más tarde por James Ransone, debido a un problema de fechas. La película supuso el primer trabajo de Jackson con el director Spike Lee desde Jungle Fever (1991).

### Edición final
La versión de Spike Lee duraba 140 minutos, pero los productores remontaron la película hasta dejarla en 105 minutos (el remontaje llegó a afecta a la escena del martillo, que decidieron usar una sola vez); Spike Lee y Josh Brolin no estuvieron de acuerdo, y Lee llegó al extremo de eliminar su marca registrada "A Spike Lee Joint" sustituyéndola por una más impersonal ("A Spike Lee Film") durante el proceso de edición. Brolin también ha dicho en una entrevista con el diario Los Angeles Times que él prefiere la versión de Lee, aunque no está claro si dicho montaje será difundido alguna vez.

## Recepción

### Recepción de la crítica
Oldboy recibió una acogida mixta por parte de los críticos, ya que actualmente tiene una calificación de 42% en Rotten Tomatoes basado en 134 opiniones. El consenso general para el sitio dice: «Adecuadamente sombría y sangrienta pero decepcionantemente poco profunda, el Oldboy de Spike Lee no supera el original ni añade nada nuevo a su impresionante legado». En Metacritic, la película tiene una puntuación de 49 de 100, basado en 41 críticas.

### Taquilla
La película recaudó $ 850,000 en sus primeros cinco días de exhibición, una de las recaudaciones más flojas jamás obtenidas por un estreno del día de Acción de Gracias, según la revista Variety. Abrió en el lugar 17º en la taquilla y hasta ahora ha obtenido una recaudación mundial de $ 4.861.022, por lo que es un fracaso en taquilla.

## Diferencias con la cinta original
Aunque en un principio se filtró a la noticia de una mayor proximidad al manga original que a la película de Park Chan-wook, la trama de la película es más bien fiel a la de este último sin presentar ninguna variación significativa, con la obvia excepción de los ajustes en el período histórico y diálogos.
Entre las similitudes más explícitas:
la presencia de las alas del ángel;
el uso del martillo como arma ofensiva;
la presencia de la sombrilla en el momento del secuestro;
la secuencia de la pelea en el pasillo.
Entre las diferencias más significativas:
muchos personajes de esta película se encuentran interpretados por los mismos actores, tanto en los momentos anteriores y posteriores de la encarcelación;
el período de prisión es de 20 años, 15 en la original;
aquí se especifica la ocupación de la protagonista, que trabaja en publicidad;
el protagonista mata o lesiona gravemente a la mayoría de los miembros que participan en la organización de los captores;
las torturas infligidas al carcelero son diferentes;
no se hace mención al problema del corazón del antagonista y su "remedio";
no se hace mención de la hipnosis o alucinaciones;
la relación incestuosa es bastante diferente;
el guardaespaldas es del sexo opuesto;
el protagonista se "concilia" con su carcelero sólo hacia el final, y sólo pedir otro tipo de favor;
la elección final del protagonista es diferente y más decidida.